# Paul Cauchie
Paul Cauchie (Ath, 7 luglio 1875 – Etterbeek, 1º dicembre 1952) è stato un architetto e pittore belga.

## Biografia
Paul Cauchie nasce a Ath, ed eredita l'amore per il disegno e la creazione dal nonno che produceva e disegnava tessuti stampati. Inizia i suoi studi all'Accademia reale di belle arti di Anversa. Dal 1893 al 1898 segue dei corsi di pittura decorativa all'Accademia reale di belle arti di Bruxelles insieme ad artisti poi divenuti famosi in Belgio come Adolphe Crespin, Jean Baes e Ernest Acker.
Nel 1896 fonda la sua impresa di decorazione e diventa uno dei più grandi virtuosi della tecnica dello sgraffito realizzando, solo a Bruxelles più di 200 composizioni.
Una delle sue opere più belle è la sua residenza privata, la Maison Cauchie, realizzata nel 1905. Sulla facciata, quasi interamente decorata, appaiono nove figure femminili, le muse, 8 al secondo piano ed una al primo. La figura del primo piano sorregge un cartello in cui appare la scritta "Par nous, pour vous", poiché Cauchie volle, attraverso la facciata della sua residenza privata, mostrare a tutti le sue qualità artistiche. Anche gli interni furono interamente concepiti e realizzati dal famoso architetto belga e sono attualmente visitabili.
Durante la prima guerra mondiale si trasferisce in Inghilterra e poi a L'Aia.
Morirà a Etterbeek il 1 dicembre 1952.

## Opere principali

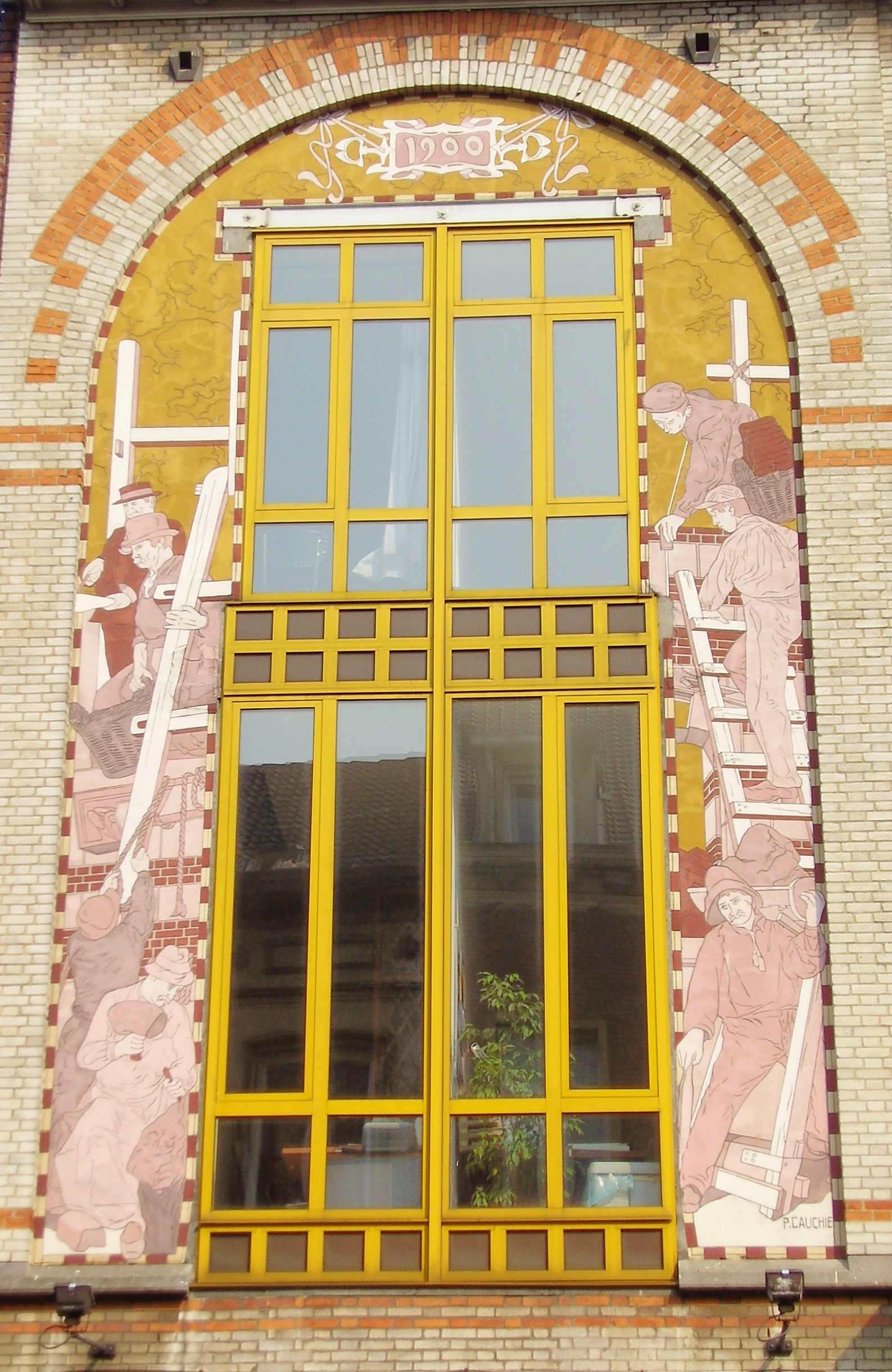
Sgraffito di Paul Cauchie, rue Malibran, Ixelles (1900)

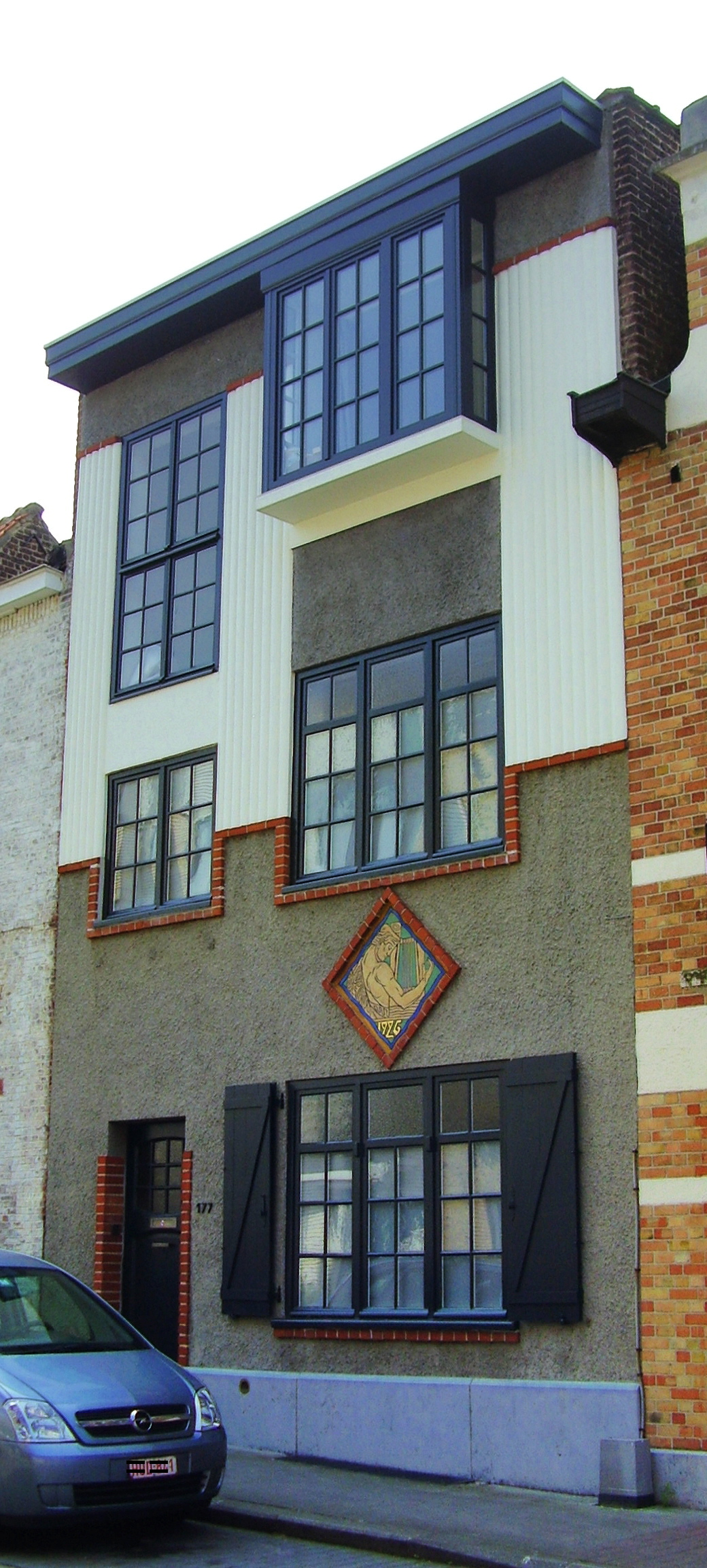
Maison rue de la Cambre, Woluwe-Saint-Pierre (1926)

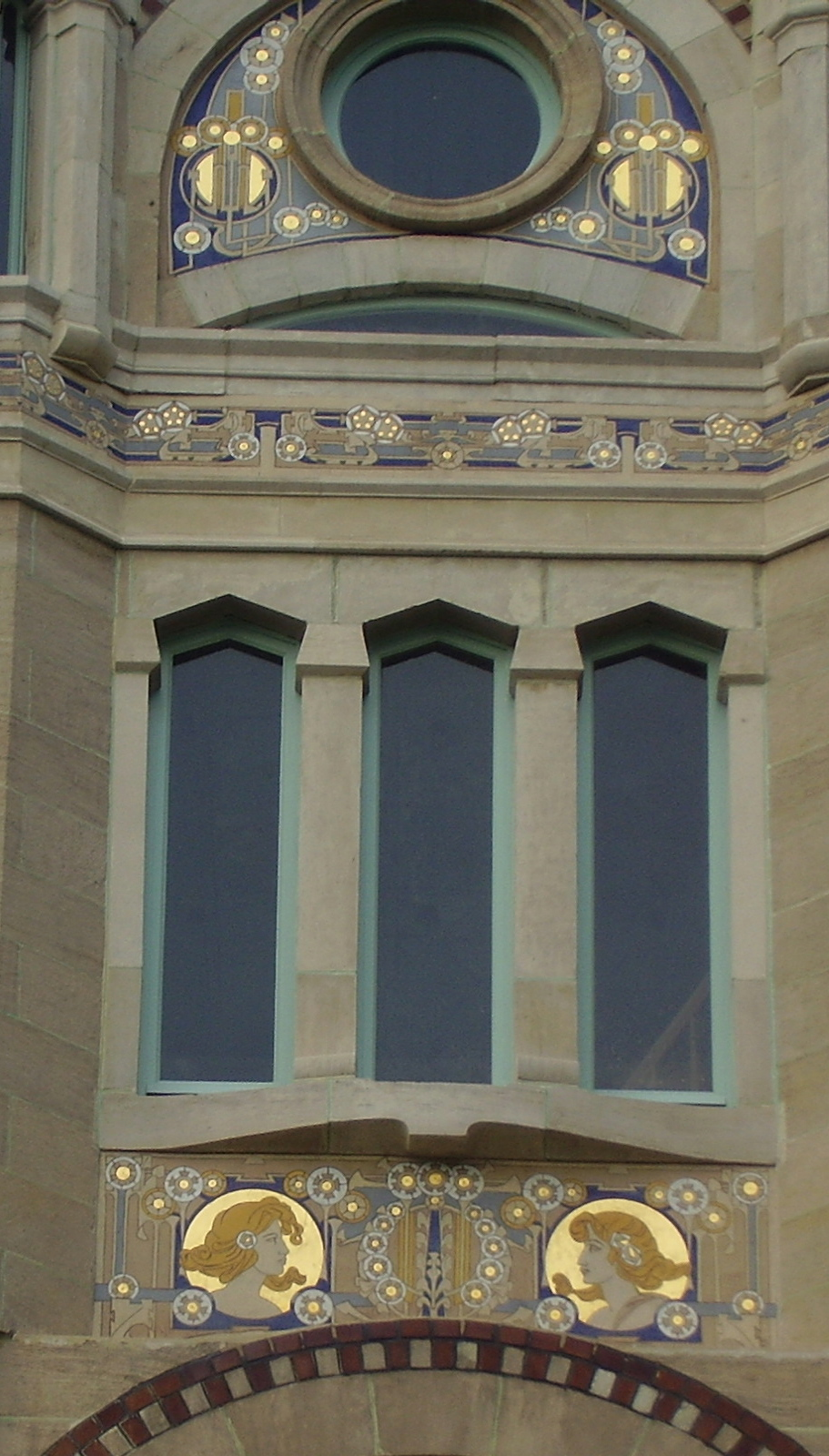
Sgraffito di Paul Cauchie, Maison Delune, Bruxelles (1904)

- Les phases de la constructions, rue Malibran, Ixelles (1900)
- La triomphe du travail, Maison du Peuple de Pâturages, Colfontaine [4]
- Mosaico per la facciata del Museo delle belle arti di Gand[5]
- Maison Delune, avenue Franklin Roosevelt 86, Bruxelles (1904)
- Maison Cauchie, rue des Francs 5, Etterbeek (1905)
- Casa con atelier, rue de la Cambre,177, Woluwe-Saint-Pierre (1926]